# Suzuki Cultus
Pod nazwą Suzuki Cultus japońska firma Suzuki Motor Corporation sprzedaje dwa odmienne modele samochodów. Jednym z nich jest Suzuki Swift. Drugi, większy, znany jest też jako Cultus Crescent i na rynkach eksportowych nosi nazwy Suzuki Baleno w Europie i Azji, bądź Suzuki Esteem w Ameryce.